# A Onda (filme de 2008)
Die Welle (bra/prt: A Onda) é um filme alemão de 2008 dirigido por Dennis Gansel e estrelado por Jürgen Vogel, Frederick Lau, Jennifer Ulrich e Max Riemelt. É inspirado no livro homônimo de 1981 do autor americano Todd Strasser e no experimento social da Terceira Onda, realizado pelo professor de história norte-americano Ron Jones. O filme foi produzido por Christian Becker para a Rat Pack Filmproduktion. Obteve sucesso nas bilheterias alemãs e depois de dez semanas, 2,5 milhões de pessoas haviam assistido ao filme.

## Enredo
O filme abre com o professor colegial Rainer Wenger (Jürgen Vogel) dirigindo ao trabalho enquanto canta um cover de "Rock 'n' Roll High School".
A escola está oferecendo alguns cursos de uma semana e Rainer ministra o de autocracia, após o professor do outro curso, o de anarquismo, que Rainer preferia, recusar-se a trocar de matéria. Seus alunos, parte da terceira geração após a Segunda Guerra Mundial, não acreditam que uma ditadura poderia surgir na Alemanha moderna, então Rainer começa um experimento para mostrar o quão fácil é manipular as massas.
Ele começa exigindo que todos os alunos se refiram a ele como "Herr Wenger" (Senhor Wenger) e muda as carteiras de lugar, de modo que todas elas fiquem de frente para ele. Ele também posiciona os estudantes de acordo com suas notas, de modo que cada par (as carteiras são para duas pessoas) seja formado por um estudante com notas ruins e outro com notas boas. O objetivo é que uns aprendam com os outros, tornando-se um só. Além disso, todo aluno que quiser fazer alguma colocação deverá se levantar e dar respostas curtas. Rainer também mostra aos alunos como uma marcha executada com perfeita sincronia rítmica entre os alunos pode fazer com que se sintam parte de uma única entidade, a ponto de incomodar os alunos de anarquismo, que estão na sala embaixo da deles.
Rainer então sugere que todos os alunos do grupo devem vestir uma camisa branca e calças jeans, para que não haja mais distinções entre os alunos e unir ainda mais todos eles. Mona (Amelie Kiefer), uma aluna que desde o início mostrou-se relutante a fazer parte do experimento, afirma que usar uniformes vai acabar com a individualidade de cada um (mais tarde, ela troca de turma e passa a integrar a classe de anarquismo). Outra aluna, Karo (Jennifer Ulrich) vem à aula do dia seguinte sem uma camisa branca, por não gostar da vestimenta, e descobre ser a única a não aderir ao uniforme. Os alunos sugerem que, por serem um grupo, devem criar um nome. Após uma rápida eleição, o nome "A Onda" (Die Welle) é escolhido.

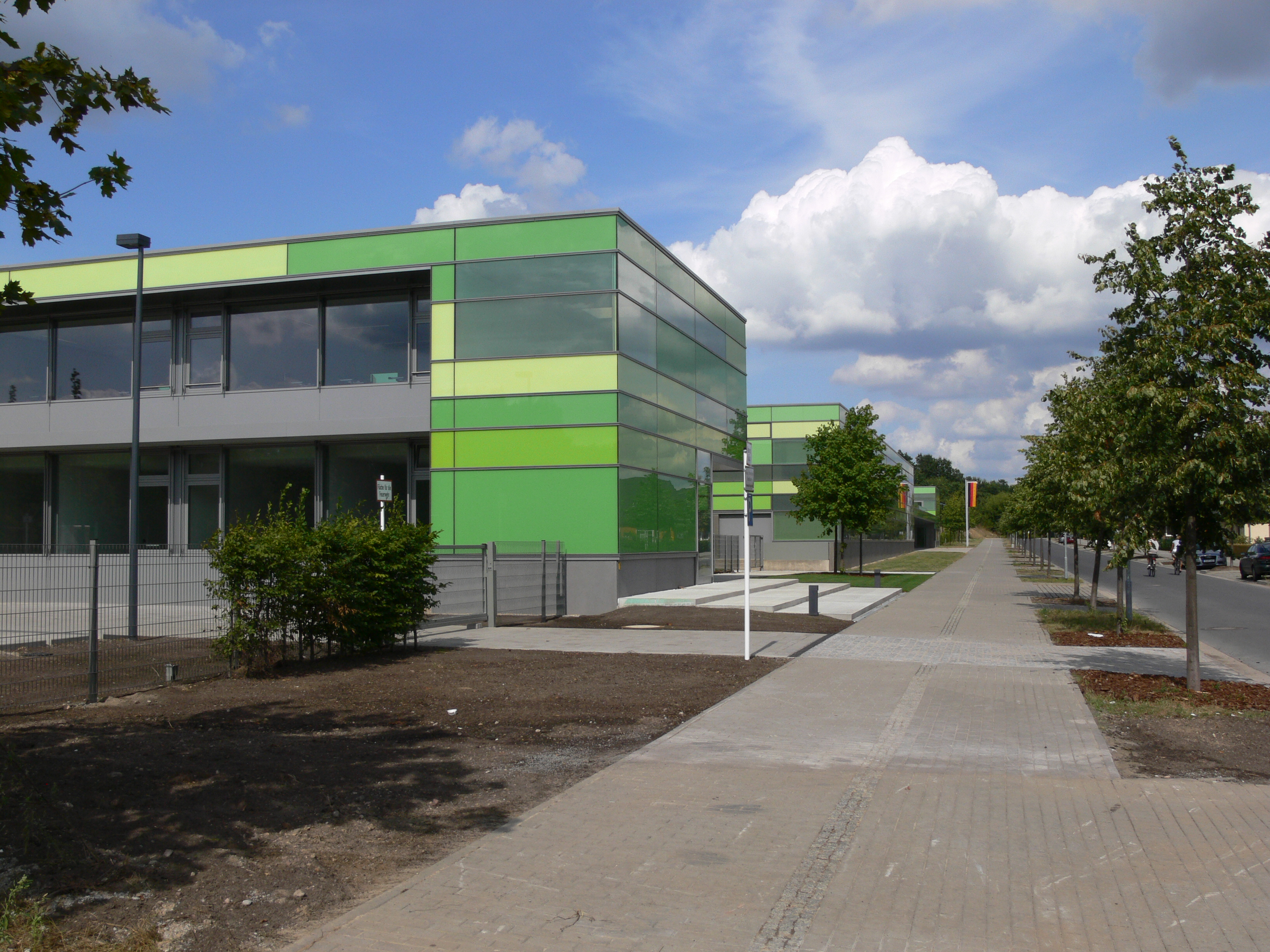
Instituto Marie-Curie em Dallgow-Döberitz, onde o filme foi filmado.

O grupo começa então a perceber mudanças em seu comportamento. Bomber (Maximilian Vollmar), por exemplo,é um bully (Valentão), mas é mostrado protegendo seu colega Tim (Frederick Lau) de outros bullies anarquistas. Além do nome, o grupo cria uma forma de saudação, que consiste em imitar o movimento de uma onda com o braço direito em frente ao peito (como é mostrado no pôster do filme). Criam também um símbolo, que é espalhado na forma de adesivos ou pichações por toda a cidade. Tim chega a escalar o prédio da prefeitura para pichar um logo gigante na fachada do edifício. Além disso, o grupo promove festas onde só membros d'A Onda podem entrar, e alguns começam a hostilizar os não-iniciados.
Tim é um dos que mais se envolvem com a ideia, pois pela primeira vez ele se sente aceito em um grupo. Ele queima todas as suas roupas de marca e mais tarde aparece na casa de Rainer, oferecendo-se para ser seu guarda-costas. O professor o convida para jantar, deixando claro não precisar de proteção, mas isso só deixa sua relação com sua esposa, Anke (Christiane Paul), também uma professora na mesma escola, ainda mais tensa, pois ela acredita que o experimento já foi longe demais. No dia seguinte, após pedir a Tim que fosse pra casa, Rainer descobre que ele dormiu em seu quintal em vez de voltar para a casa dos pais. Anke então pede que Rainer pare com o experimento, mas este responde acusando-a de estar com inveja por ele estar fazendo mais sucesso com os alunos do que ela. Ofendida, ela deixa a casa.
Karo e Mona lideram a oposição à Onda, deixando seus membros irritados, que pedem a seu namorado Marco (Max Riemelt), membro d'A Onda, que arrume um meio de fazê-la parar. Durante um jogo de polo aquático, para o qual Rainer (que é técnico do time da escola) pediu o apoio dos membros d'A Onda, Sinan (Elyas M'Barek) começa uma briga contra um oponente, causando o cancelamento da partida. Enquanto isso, membros d'A Onda começam uma briga com torcedores do time rival. Karo e Mona, que haviam sido impedidas de entrar por não estarem trajando camisas brancas, aproveitam a confusão e espalham panfletos anti-Onda no meio das torcidas após encontrarem outra entrada.
Mais tarde, Marco briga com Karo e a acusa de ter causado a briga que levou ao cancelamento da partida. Durante a briga, Marco acerta um golpe em Karo que a faz sangrar. Percebendo o que fez, ele deixa o local correndo e vai até a casa de Rainer, onde pede que ele acabe com A Onda. Rainer então convoca uma assembleia com todos os membros d'A Onda no auditório da escola.
No encontro, Rainer pede que tranquem as portas e discursa para os alunos, exaltando suas atuações no grupo e enaltecendo as chances que o movimento tem de mudar os rumos da Alemanha. Marco protesta, e Rainer o acusa de traição, pedindo que os membros o tragam para o palco para ser punido. Rainer então faz os alunos perceberem o quão longe A Onda foi e o quanto eles estavam sendo manipulados por ela, mesmo achando no início do curso que um regime como o Nazismo jamais poderia tomar conta da Alemanha novamente. Rainer então declara o fim d'A Onda, mas Tim saca um revólver e se recusa a aceitar que o grupo acabou, com medo de voltar a ser sozinho. Bomber tenta atenuar a situação dizendo que a arma tem balas de festim (conforme o próprio Tim havia afirmado alguns dias atrás quando usou a pistola para intimidar uma gangue de anarquistas que cercava alguns dos seus colegas d'A Onda), mas Tim responde atirando em seu ombro, ferindo-o. Logo em seguida, Tim aponta a arma para Rainer, que por sua vez diz para não atirar em seu líder pois se o matasse, A Onda acabaria de vez. Mais nervoso ainda e percebendo o erro que cometeu, e que A Onda estava praticamente acabada, ele atira em sua própria boca. Rainer observa seu cadáver e os estudantes traumatizados.
O filme termina com Rainer sendo levado preso pela polícia até a viatura, enquanto os alunos, seus respectivos pais e os professores (incluindo sua esposa) o observam. A última cena mostra Rainer, já na viatura em movimento, observando algo à frente que o deixa assustado, mas a câmera não mostra o que é (o filme seguinte de Gansel, As Donas da Noite, termina da mesma maneira).

## Elenco
- Jürgen Vogel como Rainer Wenger, o professor que começou o experimento em sua classe.
- Frederick Lau como Tim, um estudante inseguro com problemas na escola. Antes do experimento ele era solitário, mas acaba descobrindo novas amizades n'A Onda.
- Max Riemelt como Marco, jogador do time de polo aquático de Rainer e namorado de Karo.
- Jennifer Ulrich como Karo, namorada de Marco, uma aluna inteligente que se recusa a entrar n'A Onda e por causa disso acaba tendo brigas com Marco e seus amigos.
- Cristina do Rego como Lisa, uma garota tímida que nunca teve um namorado. Melhor amiga de Karo, elas brigam por causa de seu envolvimento na onda e Lisa acaba ficando brevemente com Marco.
- Christiane Paul como Anke Wenger, esposa de Rainer e professora na mesma escola que ele. Ela tenta alertar Rainer o quanto o experimento fugiu ao seu controle, em vão.
- Elyas M'Barek como Sinan, um estudante turco-alemão e jogador do time de polo aquático.
- Maximilian Vollmar como Bomber, um bully que se torna mais gentil após entrar para A Onda.
- Maximilian Mauff como Kevin, um aluno rico que se recusa a entrar n'A Onda de início mas muda de ideia mais tarde.
- Jacob Matschenz como Dennis, um aluno da Alemanha Oriental que também se junta à Onda.
- Ferdinand Schmidt-Modrow como Ferdi
- Tim Oliver Schultz como Jens
- Amelie Kiefer como Mona, uma aluna que desde o início se mostra contra A Onda e lidera o movimento de oposição ao grupo, com o apoio de Karo.
- Odine Johne como Maja
- Fabian Preger como Kaschi
- Tino Mewes como Schädel
- Maxwell Richter como um anarquista
- Alexander Held como o pai de Tim
- Dennis Gansel como Martin

## Conceitos importantes do filme

### Conceito de Gansel
De acordo com Dennis Gansel, os  estudantes alemães têm crescido cansados do tema relativo ao Terceiro Reich. Gansel havia  sentido algo sobre uma saturação  durante seus dias de escola e  tinha desenvolvido uma ligação  emocional a este capítulo da  história alemã só depois de  assistir ao filme Schindler's List. Em uma diferença entre a experiência realizada nos Estados Unidos e na Alemanha de hoje, ele viu que os estudantes americanos encontraram-se bastante horrorizados como poderia sequer existe algo como os campos de concentração. O filme, no entanto, foi feito no pressuposto de que as pessoas  sentiram-se imunes à possibilidade de uma repetição da história como um resultado do estudo intensivo do Nacional-socialismo e dos seus mecanismos. "Aí reside o grande perigo. É um fato interessante que nós sempre acreditamos que o que acontece com os outros nunca iria acontecer para nós. Nós  culpamos os outros, por exemplo, os menos educados ou do Oriente alemão etc. No entanto, no Terceiro Reich a casa de caseiro foi tão fascinado pelo movimento, como foi o intelectual."
A pequena cidade onde o filme se passa não mostra quaisquer problemas sociais ou econômicos salientes e o professor pratica um estilo de vida liberal. Gansel é convencido de que a trama ganha uma validade psicológica mais ampla pela escolha de um local. "Todo mundo acha que eles teriam sido Anne Sophie Franks e Scholls na  Alemanha nazista. Na minha  opinião este é um disparate  completo. Eu diria que as  biografias de resistência, em vez disso, originam-se em coincidências ", afirma Gansel. Ele então explica que, por exemplo, surgir a consciência e a oposição política de Karo por vaidade: ela não gosta da camisa branca. No passado Gansel tinha certeza de que ele teria sido parte da  resistência, mas enquanto trabalhava em The Wave ele percebeu como "não-político" a  conversão das pessoas teve lugar. Ele observa que todo ser humano tem a necessidade  de pertencer a um grupo.
Ele diz que não acredita que os  filmes são capazes de ter um impacto político maior sobre os espectadores e que um filme só  pode influenciar as pessoas que já estavam sensibilizados para o  tema apresentado. Em seus filmes de opinião pode, no melhor  estimular as discussões, mas para ser capaz de fazer isso eles têm que ser realmente divertido. "Na Alemanha, sempre existiu o grande mal-entendido de que a política no mundo do cinema eram sinônimo de tédio", diz  Gansel. Ele afirma que, dentre os filmes de Christian Petzold, e as comédias divertidas por Til  Schweiger houve uma grande  lacuna na Alemanha, que tinha  urgência para ser preenchida. Ele fez o filme de uma forma  que deve ter um "efeito sedutor"  sobre os espectadores para torná-los interessados em The Wave e ao fazê-lo mostrar a poderosa atração que tal movimento pode ter. Ele escolheu Jürgen Vogel como o ator principal, porque ele queria alguém que ele próprio teria gostado de ter como professor, para Vogel isso trouxe com ele a experiência da vida real e um certo tipo de autoridade. No tempo escolar de Gansel, teria sido este tipo de professor a quem ele mais confiava. Gansel, cujo avô tinha sido um oficial da Wehrmacht, também anunciou que este filme seria o primeiro e último em relação ao tema do Terceiro Reich em sua carreira como  diretor.

### Realização formal
A maneira casual do professor Wenger no início do filme contribui para a expectativa de uma comédia. Críticos têm registrado uma semelhança com os filmes americanos que lidam com professores competentes, que evocam a capacidade dos alunos desfavorecidos, tais como Dead Poets Society ou filmes americanos do ensino médio que atribuem um tipo de adolescente em particular para cada personagem. Gansel se concentra menos em  processos mentais de motivação dos personagens individuais, mas sim no sentido resultante da comunidade. Seu roteirista co-autor Thorwarth enfatizou que é necessário definir os personagens de forma muito clara, a fim de manter a linha comum, apesar da variedade. O filme está estruturado em cinco dias da semana do projeto. Com isso, no início de cada novo dia da semana é marcado por uma  inserção.